# Atyashevsky (huyện)
Huyện Atyashevsky (tiếng Nga: ? райо́н) là một huyện hành chính tự quản (raion), của Mordovia, Nga. Huyện có diện tích 857 km². Trung tâm của huyện đóng ở Atyashevo.